# Cromlech de Lacam de Peyrarines
Le cromlech de Lacam de Peyrarines est situé à Blandas, sur le causse de Blandas dans le département du Gard.

## Description
Le cromlech s'étend sur environ 103,6 m de diamètre et compte une quarantaine de menhirs en calcaire d'une hauteur comprise entre 0,40 m et 1,75 m, espacés d'environ 6 m. Un menhir plus grand (2,15 m de hauteur) s'élève au centre du cercle.
Le monument a été restauré en 1972 sous la direction de l'archéologue Adrienne Durand-Tullou.
On trouve à quelques centaines de mètres à l'ouest un dolmen et un menhir qui viennent compléter cet ensemble mégalithique.
De par sa taille, ce cromlech fait partie des plus grands[réf. nécessaire] ; son diamètre est très proche du cercle de Brodgar situé dans les Orcades en Écosse.